# Амапа (мікрорегіон)
Амапа (порт. Microrregião do Amapá) — мікрорегіон в Бразилії, входить в штат Амапа. Складова частина мезорегіону Північ штату Амапа. Населення становить 24 425 чоловік на 2010 рік. Займає площу 20 837,476 км². Густота населення — 1,17 чол./км².

## Склад мікрорегіону
До складу мікрорегіону включені наступні муніципалітети:
1. Амапа
2. Тартаругалзінью

## Демографія
Згідно з даними, зібраними під час перепису 2010 р. Національним інститутом географії і статистики (IBGE), населення мікрорегіону становить:
| Повне населення                               | Повне населення                               | Повне населення                               | Повне населення                               | 24 425 |
| --------------------------------------------- | --------------------------------------------- | --------------------------------------------- | --------------------------------------------- | ------ |
| в том числе:                                  | Міське населення                              | 15 356                                        | Відсоток міського населення, %                | 62,87  |
|                                               | Сільське населення                            | 9 069                                         | Відсоток сільського населення, %              | 37,13  |
|                                               | Чоловіче населення                            | 12 887                                        | Відсоток чоловічого населення, %              | 52,76  |
|                                               | Жіноче населення                              | 11 538                                        | Відсоток жіночого населення, %                | 47,24  |
| Густота населення, чол/км²                    | Густота населення, чол/км²                    | Густота населення, чол/км²                    | Густота населення, чол/км²                    | 1,17   |
| Населення мікрорегіону в % до населення штату | Населення мікрорегіону в % до населення штату | Населення мікрорегіону в % до населення штату | Населення мікрорегіону в % до населення штату | 3,65   |

| Бразилія | Це незавершена стаття з географії Бразилії. Ви можете допомогти проєкту, виправивши або дописавши її. |